# Biofakt
Der Begriff Biofakt besteht aus einer Verbindung der Wörter Bios (deutsch: Leben) und Artefakt und bezeichnet ein biotisches Artefakt.

## Philosophie
Der Begriff wurde 2001 von der Philosophin und Biologin Nicole C. Karafyllis erstmals in die philosophische Diskussion eingeführt, um zu verdeutlichen, dass auch Lebewesen durch Methoden der Agrar- und Biotechniken, wie Gentechnik oder Klonen in hohem Maße künstlich bzw. technisch sein können. Im Jahr 2003 erschien das Buch Biofakte, auf das als Referenz der Einführung häufig Bezug genommen wird.
In erster Linie zielte die Einführung des Begriffs darauf ab, biotechnische Erzeugnisse nicht unhinterfragt unter Natur zu subsumieren und Natur mit Leben gleichzusetzen. Biofakte zeigen die Spuren von Kultur und Technik. Philosophisch stellt der Begriff in Frage, ob das Phänomen Wachstum als eindeutige Differenz der Natur zur Technik und Kunst zu sehen ist. Dies gilt sowohl für historische als auch gegenwärtige Betrachtungen über die Natur.
Für die Technikphilosophie stellt sich dadurch die Frage, ob erstens die Biotechnik und die Agrartechnik nicht ein integraler Bestandteil der technikphilosophischen Reflexion sein sollten (in Ergänzung zum etablierten Fokus auf die Maschine und das Artefakt), und zweitens, ob etablierte Technikbegriffe, die auf Künstlichkeit beruhen, zu modifizieren sind. Karafyllis sieht die Chance, nicht nur die Konstruktion als klassische Weise des Erzeugens von Artefakten, sondern auch die Provokation als Methode des Herstellens von Biofakten in eine Theorie der Technikwissenschaften zu integrieren.
Für die Naturphilosophie wird die Frage aufgeworfen, ob die Natur in jedem Falle selbstverständlich ist. Die Biophilosophie wird herausgefordert, sich ihrer eigenen Technomorphien in der Beschreibung und Konstruktion von Lebewesen zu vergewissern und den Begriff des Lebewesens von dem des Organismus zu unterscheiden. Für die Wissenschaftsphilosophie und Wissenssoziologie ergibt sich die neu zu bedenkende Abgrenzung zum Begriff ‚Ding‘ als ein Konkretum und die Problematik der Exklusivität des Wissens (s. Experte) um eine technisierte Natur, die jenseits des Labors als selbstverständlich erscheint. Gerade über den Begriff der Erscheinung und des Selbst sind enge Anknüpfungspunkte zur Phänomenologie, Anthropologie und Ontologie gegeben. Auf die anthropologischen Auswirkungen der Einebnung der Differenz gemacht/geworden machte 2001 auch Jürgen Habermas aufmerksam.
Artefakte sind künstliche, vom Menschen erschaffene Objekte, die nicht in der Natur vorgefunden wurden und im Gegensatz zum Biofakt tot sind. Die konstruierten Objekte fielen als Technik bislang in den Bereich der Gegenstände, während die Lebewesen zum Bereich der Natur gehörten. Biofakte markieren einen ontologischen Zwischenbereich. Sie sind, wie die Artefakte, im Hinblick auf einen Nutzen gemacht worden. Biofakte sind demgemäß biotische Artefakte, d. h., sie sind lebend und zeigen ihren Charakter als Hybride. Gleichwohl unterscheiden sie sich in ontischer Hinsicht von Hybriden dadurch, dass sie nicht mehr in einzelne Teile zerlegt bzw. differenziert werden können.
Der Begriff ermöglicht auch eine kritische Auseinandersetzung mit dem Forschungsfeld der technoscience, in dem eine Verschmelzung der Grenzen von Wissen und technischem Machen postuliert wird. Rezipiert wurde der Begriff auch in der Kunstrichtung der Bio Art, allerdings oft ohne das kritische Potential zu nutzen.
Künstlichkeit erreichen Lebewesen deshalb auch auf der theoretischen Ebene, wenn sie als Organismus in den Zusammenhang wissenschaftlicher Rekonstruktion von Entwicklungen gestellt werden (z. B. in der Archäologie, in der Evolutionstheorie) oder in der bildenden Kunst. Auch in der ethischen Debatte zur Synthetischen Biologie spielt das Biofakt-Konzept eine Rolle.

## Begriffsgeschichte
Die erste nachgewiesene Nennung des Begriffs Biofakt, aber mit anderer argumentativer Stoßrichtung, findet sich laut Nicole C. Karafyllis bei dem Wiener Tierpräparator und Protozoologen Bruno M. Klein, in seinem Artikel „Biofakt und Artefakt“, abgedruckt 1943/1944 in der Mikroskopierzeitschrift Mikrokosmos. Klein unterscheidet darin tote Strukturen noch lebender Organismen, wie z. B. Kieselschalen der Kieselalgen, von Präparationsartefakten und Relikten von Organismen nach deren Tod. Für Klein war die Unterscheidung lebend/tot erkenntnisleitend, nicht die von Technik/Natur oder gemacht/geworden. Damit steht sein Begriff eher der vereinzelten Wortverwendung in der Archäologie nahe (s. u., ‚Mehrdeutigkeiten‘). Für Klein sind Biofakte solche, die sich aus ihrer lebendigen Substanz heraus selbst gestalten und Artefakte generieren können, um ihnen etwas „Fehlendes“ (etwa eine Schutzhülle) zu ersetzen. In einem Aufsatz von Klein aus dem Jahr 1943 wird der o. g. Aufsatz bereits angekündigt (mit dem früheren Erscheinungsjahr 1942/43), sodass man von einer Entstehung des Kleinschen Biofaktbegriffs im Jahr 1942 ausgehen kann.

## Mehrdeutigkeiten
Nicht zu verwechseln ist ein Biofakt 1.) mit einem Fossil, einem Überbleibsel aus der (biologischen) Erdgeschichte, 2.) mit einem Artefakt, das durch nicht-menschliche Lebewesen hergestellt wurde (z. B. der Damm des Bibers), 3.) mit einem archäologischen Indikator, der durch potentielle Lebendigkeit gekennzeichnet ist (z. B. alte Pilzsporen oder Nahrungsmittelreste in Gräbern), 4. mit dem Konzept des Zombie, der als Untoter eine Zwischenexistenz fristet.

### Primärliteratur
- Nicole C. Karafyllis (Hrsg.): Biofakte – Versuch über den Menschen zwischen Artefakt und Lebewesen. mentis, Paderborn 2003. Siehe insbesondere die Einleitung Das Wesen der Biofakte, S. 11–27.
- Nicole C. Karafyllis: Stichwort: Biofakt. In: Information Philosophie 2004.
- Nicole C. Karafyllis: Biofakte – Grundlagen, Probleme, Perspektiven. In Erwägen Wissen Ethik. Vol. 17. Heft 4, 2006, S. 547–558.
- Nicole C. Karafyllis: Growth of Biofacts: the real thing or metaphor? In: R. Heil, A. Kaminski, M. Stippack, A. Unger and M. Ziegler (Hrsg.): Tensions and Convergences. Technological and Aesthetic (Trans)Formations of Society. transcript, Bielefeld 2007, S. 141–152.
- Nicole C. Karafyllis: Endogenous Design of Biofacts. Tissues and Networks in Bio Art and Life Science. In: Jens Hauser (Hrsg.): sk-interfaces. Exploding borders – creating membranes in art, technology and society. University of Liverpool Press, Liverpool 2008, S. 42–58.
- Nicole C. Karafyllis: Artefakt – Lebewesen – Biofakt. Philosophische Aspekte lebendiger Bauten. In: G. de Bruyn et al. (Hrsg.): Lebende Bauten – Trainierbare Tragwerke. Schriftenreihe Kultur und Technik, Bd. 16. LIT-Verlag, Münster, New York u. a. 2009, S. 97–111.
- Nicole C. Karafyllis: Biofakte als neue Kategorie der Informatik? In: Raimund Jakob, Lothar Phillips, Erich Schweighofer, Czaba Varga (Hrsg.): Auf dem Weg zur Idee der Gerechtigkeit. Gedenkschrift für Ilmar Tammelo. Lit, Münster, S. 249–262.
- Nicole C. Karafyllis: Provokation als Methode der biotechnischen Evolution. In: Volker Gerhardt, Klaus Lucas, Günter Stock (Hrsg.): Evolution. Theorie, Formen und Konsequenzen eines Paradigmas in Natur, Technik und Kultur. Akademie Verlag, Berlin 2011.
- Zachmann, Karin, N. C. Karafyllis (Hrsg.): Pflanzliche Biofakte. Geschichten über die Technisierung der Agrikultur im 20. Jahrhundert. Themenheft der Zeitschrift Technikgeschichte 84 (2)., mit Einleitung der Herausgeberinnen auf S. 95–106.
- Nicole C. Karafyllis: Vom Biofakt zum Cyberfakt. Die Samenbank als „Weltnetzwerk pflanzengenetischer Ressourcen“. In: B. Gill, F. Torma, K. Zachmann (Hrsg.): Mit Biofakten leben. Nomos, Baden-Baden 2018, S. 87–128.
- Nicole C. Karafyllis: Samenbank und Weltkollektion: Über die dritte Natur der agrarischen Biofakte. In: Dritte Natur Jg. 1, Nr. 1 (2018), Hrsg.: Steffen Richter. Verlag Matthes&Seitz, Berlin S. 25–39.
- Nicole C. Karafyllis (Hrsg.): Theorien der Lebendsammlung. Pflanzen, Mikroben und Tiere als Biofakte in Genbanken. Freiburg: Alber 2018 (Reihe: Lebenswissenschaften im Dialog, Bd. 25).

### Sekundärliteratur / Rezeption
- Suzanne Anker: Technogenesis. In: B. Andrew Lustig, Baruch A. Brody, Gerald P. McKenny (Hrsg.): Altering nature: concepts of nature and the natural in biotechnology debates, Springer 2008, S. 275–322. (english)
- Dieter Birnbacher: Natürlichkeit. Berlin, New York 2006, ISBN 978-3-11-018554-6.
- Gerd de Bruyn: Artefakt und Biofakt. in: Anke Haarmann, Harald Lemke (Hrsg.): Kunst und Philosophie im Kontext der Stadtentwicklung. Jovis, Hamburg 2009, ISBN 978-3-939633-92-1, S. 83–92 (internationale-bauausstellung-hamburg.de [PDF]).
- Gunnar Duttge: Biofakte. Anthropologische Grundlagen und Herausforderungen für das Recht. In: Gedenkschrift für Ilmar Tammelo, LIT-Verlag, Wien 2009, 235–248. ISBN 978-3-643-50034-2.
- Bernhard Gill, Franziska Torma, Karin Zachmann (Hrsg.): Mit Biofakten leben. Sprache und Materialität von Pflanzen und Lebensmitteln. Nomos, Baden-Baden 2018, ISBN 978-3-8487-4286-8
- Jan-Christoph Heilinger, Oliver Müller: Der Cyborg und die Frage nach dem Menschen. Kritische Überlegungen zum „homo arte emendatus et correctus“. Jahrbuch für Wissenschaft und Ethik 2007, S. 21–44. ISBN 978-3-11-019246-9.
- Christoph Hubig: Die Kunst des Möglichen I. Bielefeld 2006.
- Bernhard Irrgang: Posthumanes Menschsein? Steiner, Stuttgart 2005.
- Torsten Meyer, Uta Hassler: Construction History and the History of Science. In: Proceedings of the Third International Congress of Construction History, Cottbus, 2009 (online im Internet Archive)
- Leonie Litterst: Neues Leben aus dem Labor. Biowissenschaftliche und ethische Aspekte der Synthetischen Biologie. Springer VS, Wiesbaden 2018., S. 209–218.
- Orlan: A Hybrid Body of Artworks. Hrsg.: S. Shepherd und Orlan, Taylor&Francis 2010.
- Hans Poser (Hrsg.): Herausforderung Technik. Frankfurt am Main u. a. 2008, ISBN 978-3-631-56909-2
- Ingeborg Reichle: Kunst aus dem Labor Springer, Wien/New York 2010. (dt. Orig. unter dem Titel Kunst aus dem Labor.) Springer 2005.
- Werner Rammert: Technik, Handeln und Sozialstruktur, Eine Einführung in die Soziologie der Technik. TU Berlin 2006.
- Werner Rammert: Technik – Handeln – Wissen: Zu einer pragmatistischen Technik- und Sozialtheorie. VS Verlag für Sozialwissenschaften, 2007, ISBN 978-3-531-15260-8
- Günter Ropohl: Signaturen der technischen Welt. LIT Verlag, Münster 2009, ISBN 978-3-643-10465-6
- Heiko Stoff: Alraune, Biofakt, Cyborg. Ein körpergeschichtliches ABC des 20. und 21. Jahrhunderts. In: Simone Ehm, Silke Schicktanz (Hrsg.): Körper als Maß? Biomedizinische Eingriffe und ihre Auswirkungen auf Körper- und Identitätsverständnisse. Stuttgart 2006, S. 35–50.